# Crime Story (serie televisiva)
Crime Story è una serie televisiva statunitense di genere poliziesco andata in onda per due stagioni sulla NBC.

## Episodi
| Stagione         | Episodi | Prima TV originale | Prima TV Italia |
| ---------------- | ------- | ------------------ | --------------- |
| Prima stagione   | 22      | 1986-1987          | 1987-1988       |
| Seconda stagione | 22      | 1987-1988          | 1989            |